# Archieparquía de Pólotsk, Vítebsk y Mścisław (ortodoxa)
La archieparquía de Pólotsk, Vítebsk y Mścisław, de Pólatsk, Vítebsk y Mstislav o de Pólotsk-Vítebsk (en bielorruso: Полацкая, віцебская і мсціслаўская архіепархія) fue una circunscripción eclesiástica de la Iglesia ortodoxa de Constantinopla en la Rus de Kiev. Se trataba de una archieparquía bizantina, sufragánea del metropolitanato de Kiev y toda la Rus. El 23 de diciembre de 1595 proclamó la Unión de Brest y pasó a ser la archieparquía de Pólotsk, Vítebsk y Mścisław de la Iglesia católica.

## Territorio y organización

Mapa de la Rus de Kiev, siglos -

La archieparquía extendía su jurisdicción sobre los fieles de rito bizantino residentes en parte de la Rus de Kiev en territorios que hoy son parte de Bielorrusia. 
La sede de la eparquía se encontraba en la ciudad de Pólotsk (también llamada Pólatsk), en donde se halla la de Santa Sofía, que fue construida en una fecha no precisada entre 1044 y 1066. Pasó a la Iglesia greco-católica en 1596 y se incendió en 1607 y fue reconstruida en 1618, pasó a la Iglesia ortodoxa nuevamente en 1654 y retonó a la Iglesia greco-católica en 1667. Fue completamente destruida en la Gran guerra del Norte en 1710 y restaurada en 1738. En 1839 pasó a la Iglesia ortodoxa rusa y fue clausurada por la Unión Soviética en 1924. En la actualidad se usa como sala de conciertos y museo y una vez al año se permite en una de sus capillas un servicio religioso ortodoxo.

## Historia
La eparquía de Pólotsk se remonta a 992, cuando se estableció allí la primera sede episcopal. Este evento se remonta al reinado del príncipe Iziaslav de Pólatsk, hijo de Vladimiro I de Kiev y de la princesa de Rogneda de Pólatsk. Otros investigadores consideran que la fundación de la diócesis fue en 1105, porque en ese año Mina fue nombrado obispo de Pólotsk, a quien estos investigadores consideran su primer obispo.
En los siglos X-XIII incluyó el territorio con las ciudades de Vítebsk, Minsk, Zaslawye, Lahoysk, Slutsk, Drutsk, Navahrudak, Orsha y Lukoml. Desde 1391 adquirió es estatus de archieparquía. Estuvo bajo la jurisdicción canónica del metropolitanato de Lituania del patriarcado de Constantinopla (1315-1329, 1356-1362 y 1415-1419).
A la archieparquía de Pólotsk se añadieron posteriormente los territorios de la eparquía de Mścisław (o Mstislav) (originada en el siglo XIII) y las eparquías del siglo X de Orsha y Vítebsk.

### Eparquía greco-católica
La archieparquía de Pólotsk, Vítebsk y Mścisław se volvió la archieparquía greco-católica de Pólotsk, Vítebsk y Mścisław con la Unión de Brest (1595-1596), deseada por los metropolitanos de Kiev y por una parte de la jerarquía greco-ortodoxa de la actual Ucrania y de Bielorrusia. El archieparca Herman Zahorski estuvo entre quienes firmaron el 2 de diciembre de 1594 el Decretum de recipienda et suscipienda communione Sanctae Romanae Ecclesiae, en el que deploraron los males causados por el Cisma de Oriente y solicitaron su sometimiento al papa a condición de que se preservaran sus ritos y costumbres litúrgicas.

### Restauración
En agosto de 1620 el patriarca Teófanes III de Jerusalén de paso por Kiev y a petición del hetman cosaco Petro Konashevych-Sahaidachny consagró una nueva jerarquía ortodoxa en obediencia a Constantinopla y bajo protección cosaca, incluyendo a Meletius Smotrytsky como archieparca de Pólotsk. El rey Segismundo III Vasa de Polonia prohibió en 1612 el ejercicio de la jerarquía ortodoxa y ordenó llevarlos ante la justicia. En el otoño de 1623 la población rebelde de Vítebsk mató al arzobispo uniato Josafat Kuncewicz. Las autoridades reales trataron cruelmente a los rebeldes, mientras Smotritsky fue acusado de ser su cómplice espiritual y en 1624 viajó a Constantinopla y Oriente Medio, regresando a Kiev en 1626 y convirtiéndose en greco-católico en junio de 1627. En 1633 la jerarquía ortodoxa fue reconocida por el rey Vladislao IV de Polonia, quedando establecida como jerarquía rival de la greco-católica.
En agosto de 1635 Silvestre Kosov restauró la eparquía con el nombre de Mogilev, Mstislav y Orsha, que mantuvo hasta el 18 de enero de 1649 cuando ya era archieparca ortodoxo de Kiev. Continuó como eparquía de Pólotsk y Vítebsk de junio de 1657 a 1662, cuando fue finalmente suprimida.
En 1833 la eparquía se restableció en el Iglesia ortodoxa rusa con el nombre de Pólotsk y Vilna. Incluía las tierras de las óblast de Vítebsk, Vilna y Curlandia. Desde 1840 la eparquía se llamó Pólatsk y Vítebsk. En 1856 se trasladó a Vítebsk, pero siguió llamándose Pólotsk hasta diciembre de 1871. Al comienzo de la Segunda Guerra Mundial no quedaba ni una sola iglesia en funcionamiento en el territorio de Pólotsk y la eparquía dejó de existir. El 6 de julio de 1989 se restableció la eparquía de Pólotsk del exarcado bielorruso de la Iglesia ortodoxa rusa.

## Episcopologio

### Eparcas de Pólotsk
- Mina † (1105-1116)
- Elías † (1120-1128)
- Cosma el Griego † (1143-1156)
- Dionisio † (1167-1182/1183)
- Nicolás el Griego † (1182/1183)
- Calixto I † (?-?)
- Vladímir † (1218)
- Nikolay † (1218)
- Alexy † (1231-?)
- Simeón I † (?-1271)
- Jacobo † (1300)
- Gregorio I † (1331)

### Archieparcas de Pólotsk
- Teodosio el Griego † (1391-1415)
- Focio † (1415)
- Simeón II † (1450-1456)

### Archieparcas de Pólotsk y Vítebsk
- Calixto II (1458-1459)
- Simeón III † (? 1481)
- Jonás Glezna † (?-1492)
- Lucas † (1492-1503)
- Evfimy (Okushkovich-Bossky) † (1504-1512)
- Simeón IV † (1513)
- Joseph (Rusin) † (1516-1523)
- Cipriano I † (?-?)
- Natanael I † (1524-1533)

### Archieparcas de Pólotsk, Vítebsk y Mścisław
- Misil † (1534
- Simeón V † (1534-1549)
- Herman (Litavar-Khrebtovich) † (1551-1558)
- Gerasim (Korsak) † (1558-?)
- Gregorio (Volovich) II † (?-1562)
- Arsenio (Shishka) † (1562-1563)
- Trifon (Stupishin) † (1563-1566)
- Barsanufio (Valach) † (1563-1576)
- Afanasi (Paletsky) † (1566-1568)
- Antonio † (1568-1572)
- Teófanes (Rpinsky) † (1576-1588)
- Cipriano II † (?-1579)
- Afanasy (Terletsky) † (1588-1591/1592)
- Nathanael (Selitsky-Belitsky) † (1592-1595)
- Herman Zahorski † (1595-23 de diciembre de 1595 por la proclamación de la Unión de Brest pasó a ser católico junto con la eparquía)

### En el exarcado de Kiev
- Meletius (Smotritsky) † (1620-1628 pasó al catolicismo)
- Joasaph † (1629 pasó al catolicismo)
- Silvestre Kosov † (agosto de 1635-18 de enero de 1649) (como eparca de Mogilev, Mstislav y Orsha)
- Joaquín (Diakónovich) † (1654/1655-1656) (como eparca de Mogilev, Mścisław y Orsha)
- Kallist (Dorofeevich-Rytoraisky) III † (junio de 1657-1662 supresión de la eparquía) (como eparca de Pólotsk y Vítebsk)